# 杉山博
杉山 博（すぎやま ひろし、1918年8月4日 - 1988年10月20日）は、日本の歴史学者。東京大学名誉教授。専門は日本中世史。

## 略歴
神奈川県小田原市出身。國學院大學文学部で高柳光寿、渡辺世祐の指導を受け日本中世史を学び、1941年に卒業。卒業論文は「中世末期に於ける夫役に就て」。その後、兵役につき、戦後、1946年國學院大學図書館司書、翌1947年から東京大学史料編纂所に勤務し、1966年に助教授、1972年4月から1976年4月まで教授。1976年から駒澤大学文学部教授。
地方史研究協議会の創立にも加わっており、史料・文書や自治体史の編修に尽力した。

## 著作
- 日本の歴史〈11〉戦国大名、中央公論新社、1965年。のち文庫

杉山の急病という事情で、藤木久志、佐々木銀弥、百瀬今朝雄、瀬野精一郎、福田榮次郎、永原慶二、池永二郎がそれぞれの専門分野を分担して執筆している（誰がどの章を担当したかは書かれていない）。
- 小田原衆所領役帳〈日本史料選書〉、近藤出版社、1969年。
- 北条早雲のすべて、新人物往来社、1984年。
- 北条早雲、名著出版〈小田原文庫〉/ 小田原文庫刊行会編集、1976年。
- 庄園解体過程の研究、東京大学出版会〈東大人文科学研究叢書〉、1959年。
- 戦国大名 後北条氏の研究、名著出版、1982年。

共著
- 郷土資料の活用（地方史マニュアル〈4〉）、芳賀登・池永二郎共著、柏書房、1975年。
- 東京都の歴史 13、児玉幸多共著、山川出版社、1985年。
- 豊臣秀吉事典、 二木謙一・小和田哲男・渡辺武共著、新人物往来社、1990年。

編修・監修
- 豊嶋氏の研究、名著出版〈関東武士研究叢書〉、1974年。
- 大石氏の研究、栗原仲道共編、名著出版〈関東武士研究叢書〉、1975年。
- 新編武州古文書、萩原竜夫共編、角川書店、1975年。
- 日本横穴地名表（古墳化基礎資料）、斎藤忠共編、吉川弘文館、1983年。
- 戦国遺文 後北条氏編　第1-5巻、下山治久共編、東京堂出版、1989～95年。
- 東京都古代中世古文書金石文集成〈第4巻〉金石文編、平野邦雄共編、角川文化振興財団、1997年。

関連
- 戦国の兵士と農民、杉山博先生還暦記念会編、角川書店、1978年。
- 駒沢史学 杉山博先生古希紀念号―戦国大名論集、駒澤大学、1988年。
- 戦国期職人の系譜―杉山博博士追悼論集、永原慶二・所理喜夫他、角川書店、1989年。